# نيد فور سبيد نو ليمتز
نيد فور سبيد نو ليمتز (بالإنجليزية: Need for Speed: No Limits)‏ ، هي لعبة فيديو إلكترونية من نوع سباقات السيارات، طورها فايرمونكيز الأسترالية، ونشرها شركة إلكترونيك آرتس الأمريكية عام 2015م، وهي لعبة فيديو مخصصة للهواتف المحمولة الذكية.